# Kyra (Vorname)
Kyra ist ein weiblicher Vorname.

## Herkunft und Bedeutung
Griechische Wurzeln
Der Name Kyra geht sehr wahrscheinlich auf das griechische Wort κυρά (kyrá) zurück, das „Dame“ oder „Herrin“ bedeutet. Im Byzantinischen wurde Kyrá als Ehrentitel (etwa für die Jungfrau Maria „Kyrá tēs Pantokrátoros“) verwendet. Dementsprechend gilt Kyra als griechischer Frauenvorname und häufige weibliche Form von Kyrios („Herr“, κύριος). Zudem wurde Kyra oft als weibliches Gegenstück zu Kyros (Cyrus) verstanden – einem griechisch-persischen Herrschername (s. u.). In dieser Deutung bedeutet Kyra etwa „Herrscherin“ oder „gnädige Herrscherin“. Frühchristliche Autoren verbanden Kyra daher auch mit Kyrios („Herr“)[34†L127-L133], wenn auch antike Etymologien („Sonne“) für Kyros etymologisch umstritten sind. In der griechisch-orthodoxen Überlieferung gibt es zudem eine Heilige mit diesem Namen (die syrischen Schwestern Marina und Kyra, 4. Jh.), was die religiöse Verwurzelung des Namens belegt.
Persischer Bezug
Neben der griechischen Ableitung wird Kyra oft auf den persischen Königsnamen Kūruš (Kurosch, griech. Kyros, vgl. Darius, Xerxes etc.) zurückgeführt. Nach dieser Sicht ist Kyra die feminine Form von Kyros/Cyrus. Der Name Kūruš wird klassisch mit der Sonne in Verbindung gebracht (wenn auch diese Bedeutung historisch umstritten ist). In modernen Deutungen heißt Kyra daher vielfach „Sohn(e) der Sonne“ oder allgemeiner „Herrscherin, Sonnengleiche“. So leiten etymologische Namenslexika Kyra direkt von Kyros ab und erklären den Namen mit Macht, Herrschaft, Souveränität beziehungsweise Sonne. Historisch wichtig ist, dass der Name Kyros durch die Perserkönige (etwa Kyros den Großen) in den griechisch-orthodoxen und antiken Kontext übernommen wurde; Kyra als weibliche Form könnte bei altorientalischen Herrscherinnen oder Byzantinerinnen aufgekommen sein. Der Name ist eine englische Variante von Kira. Weitere Varianten sind Kiira (finnisch) und Kira (russisch).

## Namensträgerinnen

### Vorname
- Kyra Harper, kanadische Schauspielerin in Film, Fernsehen und Theater
- Kyra Daniela Hoffmann (* 1971), deutsche Autorin
- Kyra T. Inachin (1968–2012), deutsche Historikerin
- Kyra Jefferson (* 1994), US-amerikanische Sprinterin
- Kyra Sophia Kahre (* 1989), deutsche Schauspielerin
- Kyra Kyrklund (* 1951), finnische Dressurreiterin
- Kyra Lamberink (* 1996), niederländische Radsportlerin
- Kyra Malinowski (* 1993), deutsche Fußballspielerin
- Kyra Mladeck (* 1935), deutsche Schauspielerin
- Kyra Nagy (* 1977), ungarische Tennisspielerin
- Kyra Schon (* 1957), US-amerikanische Schauspielerin und Buchautorin
- Kyra Sedgwick (* 1965), US-amerikanische Schauspielerin
- Kyra Shade (* 1973), deutsche Pornodarstellerin und Moderatorin
- Kyra Steckeweh (* 1984), deutsche Pianistin
- Kyra Stromberg (1916–2006), deutsche freie Publizistin, Schriftstellerin und Übersetzerin
- Kyra Vayne (1916–2001),  russische Opernsängerin
- Kyra Zagorsky (* 1976), US-amerikanische Schauspielerin

### Mittelname
- Charline Kyra C. Mathias (* 1992), luxemburgische Leichtathletin, siehe Charline Mathias